# Meioneta merretti
Meioneta merretti là một loài nhện trong họ Linyphiidae.
Loài này thuộc chi Meioneta. Meioneta merretti được George Hazelwood Locket miêu tả năm 1968.